# Balaci
Balaci es una comuna ubicada en el distrito de Teleorman, Rumania.

## Superficie
Posee una superficie de 62,75 kilómetros cuadrados.

## Demografía
Hasta 2021 la población era de 1422 habitantes, con una densidad de población de 22,66 habitantes por kilómetro cuadrado.